# Liste der Monuments historiques in Raedersheim
Die Liste der Monuments historiques in Raedersheim führt die Monuments historiques in der französischen Gemeinde Raedersheim auf.

## Liste der Objekte
| Bezeichnung | Beschreibung                          | Standort                                      | Kennzeichnung | Schutzstatus | Datum | Bild |
| ----------- | ------------------------------------- | --------------------------------------------- | ------------- | ------------ | ----- | ---- |
| Kruzifix    | Holz, farbig gefasst, 17. Jahrhundert | Rue de la Chapelle, in der Wegekapelle (Lage) | PM68000548    | Classé       | 1992  |      |